# کامننی موست (ناحیه کلادنو)
کامننی موست (ناحیه کلادنو) (به چکی: Kamenný Most) یک منطقهٔ مسکونی در جمهوری چک است که در شهرستان کلادنو واقع شده‌است. کامننی موست ۳٫۲۷ کیلومتر مربع مساحت و ۴۱۰ نفر جمعیت دارد و ۲۰۰ متر بالاتر از سطح دریا واقع شده‌است.